# Henschel DEL 80
Die Henschel DEL 80 ist eine zweiachsige dieselelektrische Lokomotivbaureihe der Lokomotivfabrik Henschel, die von 1936 bis 1943 in fünfzehn Exemplaren gebaut wurde. 13 Lokomotiven waren in Normalspur, zwei Exemplare mit der Spurweite 900 mm.

## Geschichte
Henschel begann Mitte der 1930er Jahre dieselelektrische Lokomotiven zu entwickeln. Die DEL 80 war die kleinste Lok, stärkere Ausführungen waren die ebenfalls zweiachsigen DEL 110 und DEL 150 sowie die dreiachsige DEL 220.
Die Lokomotiven wurden überwiegend an verschiedene Werkbahnen geliefert.
Bei der DEL 80 treibt ein Henschel-Motor mit einer Leistung von 59 kW (80 PS) einen Generator von Siemens–Schuckert an, der mit einer Kette auf beide Achsen wirkt.

## Erhaltene Lokomotiven
Es sind 2006 noch zwei normalspurige und eine schmalspurige Lokomotive erhalten. Die normalspurigen befinden sich im Eisenbahnmuseum Neustadt an der Weinstraße der Deutschen Gesellschaft für Eisenbahngeschichte und bei der Nostalgiebahnen in Kärnten in Österreich, die schmalspurige beim Deutschen Eisenbahn-Verein in Bruchhausen-Vilsen.

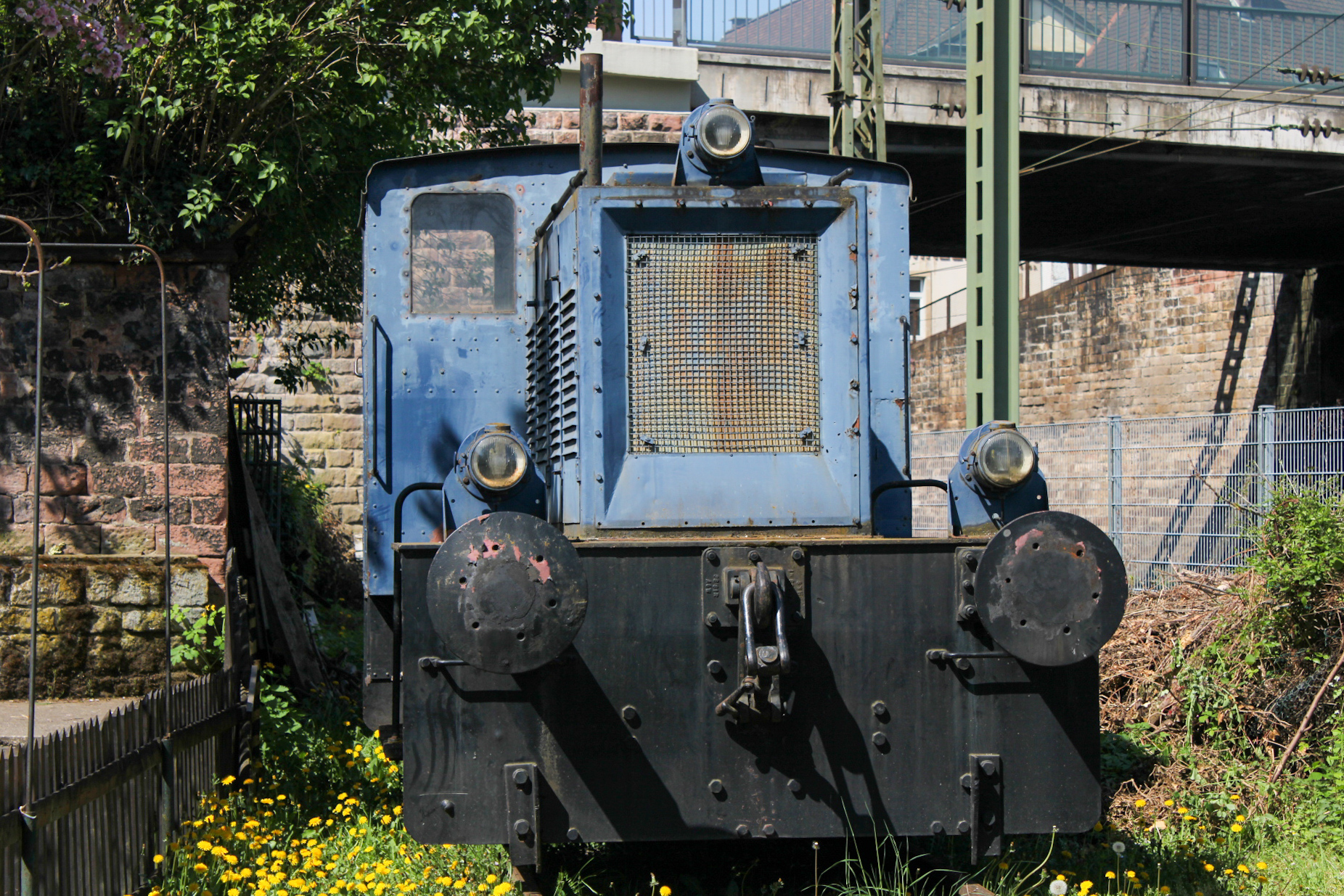
ex BBC 136 (Henschel 24372/1939) im Eisenbahnmuseum Neustadt/Weinstraße

### Lok Emden
Die Lok EMDENII wurde 1942 mit der Fabriknummer 25955 gebaut und ging in den Besitz des Marine-Artillerie-Zeugamtes Borkum. Dort war sie als Rangierlok Nr. 1 bezeichnet. Ab 1947 übernahm die Borkumer Kleinbahn sie. Ausrangiert wurde sie 1988. Im gleichen Jahr verkaufte die Borkumer Kleinbahn sie an den Deutschen Eisenbahn-Verein Bruchhausen-Vilsen. Dort wurde sie von 900 mm auf 1000 mm umgespurt. Sie ist dort als V 4 EMDEN bezeichnet und betriebsfähig.

#### Aufbau
Die Lok EMDENII war die einzige Borkumer Lok mit dieselelektrischem Antrieb. Die Höchstgeschwindigkeit beträgt 25 km/h. Der Raddurchmesser ist 850 mm.